# Stolnici
Stolnici é uma comuna romena localizada no distrito de Argeş, na região de Muntênia. A comuna possui uma área de 73.62 km² e sua população era de 3623 habitantes segundo o censo de 2007. E está composta por cinco vilas: Cochineşti, Cotmeana, Fâlfani, Izbăşeşti, Stolnici e Vlăşcuţa.